# Fanta Régina Nacro
Fanta Régina Nacro est une réalisatrice et scénariste burkinabé, née le 4 septembre 1962 à Tenkodogo.
Elle est reconnue comme la première femme du Burkina Faso à réaliser un long métrage.

## Biographie

### Enfance et formation
Née le 4 septembre 1962 à Tenkodogo, Regina Nacro grandit au Burkina Faso.
Son intérêt pour le cinéma la pousse à rejoindre l'Institut d'éducation Cinématographique de Ouagadougou (INAFEC). En 1986, elle obtient son diplôme de l'INAFEC. La même année, elle obtient une maîtrise et un DEA d'études cinématographiques et audiovisuelles à Paris IV, suivis en 1989 d'une licence de cinéma à l'Université de Paris I Sorbonne,,.

### Carrière
Lors de sa première année de doctorat en sciences de l’éducation, en 1991, elle réalise son premier court métrage, Un certain matin, et remporte le Tanit d'or aux Journées cinématographiques de Carthage. En 1993, elle fonde sa maison de production, Les Films du Défi dont le siège social est à Ouagadougou. Régina Nacro est aussi connue comme la première femme au Burkina Faso à entrer dans le monde du cinéma en tant que scripte, travaillant sur le film Yam Daabo (Le Choix) d'Idrissa Ouédraogo en 1986,. Par la suite, une série de courts et moyens métrages contribue à renforcer sa notoriété, notamment Puk Nini en 1995 et Le Truc de Konaté en 1998, un film au ton humoristique promouvant le port du préservatif,. Il  est salué au Fespaco 1999 et au Festival du court métrage de Clermont-Ferrand.
Son film Bintou, réalisé dans le cadre de la série Mama Africa remporte plus de vingt prix dans des festivals internationaux et est sélectionné à la Quinzaine des réalisateurs au festival de Cannes, en 2001, remportant au Fespaco de la même année, le prix du meilleur court métrage. En 2004, Régina Nacro réalise son premier long-métrage, La Nuit de la vérité, qui traite des conflits ethniques et qui est lui aussi remarqué,.
Regina Nacro est reconnue comme une pionnière du cinéma africain. Elle combine l'humour et la satire dans son style de narration. Elle est également membre fondatrice de la Guilde africaine des réalisateurs et producteurs.

## Prises de position
Nacro a affirmé que l'élargissement de l'influence du cinéma africain restera un but permanent pour les cinéastes du continent. Elle a insisté sur le fait que l'accroissement de l'audience est essentiel pour le développement de l'industrie cinématographique, laquelle n'a pas encore réalisé son plein potentiel dans plusieurs pays africains. « Après avoir vu un film sur une femme d'Alger réalisé par un homme avec une sensibilité que l'on pourrait qualifier de féminine, j'ai compris qu'il n'existe pas de sensibilité proprement féminine ou masculine, mais plutôt une sensibilité humaine universelle ».

## Prix et distinctions
- En 1992, Nacro reçoit le Tanit d'Or pour le court métrage Un certain matin aux Journées cinématographiques de Carthage[14]
- En 1992, Nacro reçoit la Licorne d'Or pour le court métrage Un certain matin au Festival international du film d'Amiens [14]
- En 1993, Nacro reçoit le Premier Prix Air Afrique pour le court métrage Un certain matin au Festival du cinéma d'Afrique, d'Asie et d'Amérique latine de Milan[14]
- En 1997, Nacro a reçu une nomination pour Puk Nini au FESPACO 1997 [14]

## Filmographie
- 1991 : Un certain matin (15 minutes)
- 1993 : L’École au cœur de la vie (13 minutes)
- 1995 : Puk Nini (32 minutes)
- 1997 : Femmes capables (23 minutes)
- 1997 : La Tortue du Monde (23 minutes)
- 1998 : Le Truc de Konaté (33 minutes)
- 1999 : Florence Barrigha (26 minutes)
- 2000 : Relou (5 minutes)
- 2000 : Laafi Bala (26 minutes).
- 2001 : La bague au doigt (5 minutes)
- 2001 : Une volonté de fer (5 minutes)
- 2001 : La voix de la raison (5 minutes)
- 2001 : Bintou (31 minutes)
- 2002 : En parler ça aide (17 minutes)
- 2003 : Vivre positivement (42 minutes)
- 2004 : La Nuit de la vérité (100 minutes)[15]